# Baicalinella foliata
Baicalinella foliata är en nattsländeart som först beskrevs av Martynov 1914.  Baicalinella foliata ingår i släktet Baicalinella och familjen Apataniidae. Inga underarter finns listade i Catalogue of Life.